# Bili cvitak
Bili cvitak (Bijeli cvijetak) proturatna je i ljubavna pjesma hrvatskog rock sastava Jura Stublić i Film iz 1992. godine. Pjesma je prvotno objavljena na sedmom studijskom albumu Hrana za golubove, na kojem se nalaze mnoge domoljubne i proturatne skladbe.

## Radnja
Otpjevana je iz gledišta jednog mladog hrvatskog branitelja i govori o njegovim osjećajima i mislima tijekom odlaska na bojište. Tješi svoju djevojku poručujući joj da, ako pogine, ne žali za njim i da smatra njegovu smrt znakom pobjede i slobode svoga naroda. Govori joj i da mu kao spomenik spusti jedan bili cvitak iznad Kijeva i Kruševa. Spominju se općina Kijevo i selo Kruševo kao znak sjećanja i na manja naselja koja su stradala u Domovinskom ratu.

### Spot
Spot je snimljen u Zadarskoj županiji. Radnja se zbiva 1992. godine u okolici grada Zadra i Zatonu. Uloge u glazbenom videu tumačili su domaći glumci, među kojima je i zadarski glumac Valter Šarović. Jura Stublić, pjevač Filma, u spotu glumi svećenika.

## Odlikovanja
Godine 1992. u emisiji Hit depo na Hrvatskoj radioteleviziji spot je dobio nagradu za najbolji glazbeni video.

## Vanjske poveznice
- Glazbeni spot na YouTubeu